# یوسف‌آباد (خوی)
یوسف‌آباد، روستایی است از توابع بخش قطور و در شهرستان خوی استان آذربایجان غربی ایران.

## جمعیت
این روستا در دهستان قطور قرار داشته و بر اساس سرشماری سال ۱۳۸۵ جمعیت آن ۵۳ نفر (۱۱ خانوار)
بوده‌است.